# Pygophora curva
Pygophora curva är en tvåvingeart som beskrevs av Xiaolong Cui och Xue 1996. Pygophora curva ingår i släktet Pygophora och familjen husflugor.
Artens utbredningsområde är Yunnan (Kina). Inga underarter finns listade i Catalogue of Life.